# Remigi Dargallo i Hernández
Remigi Dargallo i Hernández   (Madrid, 3 de novembre de 1889 - Barcelona, 1972) va ser un metge, tisiòleg i dibuixant barceloní que signà amb el pseudònim Remigius.

## Biografia
Nascut a Madrid el 1889, de família d'ascendència aragonesa, la família es traslladà a Barcelona l'any 1896, on estudià el Batxillerat i la carrera de Medicina.
Mentre estudiava la carrera comença a publicar a la revista Papitu, i si bé en els primers dibuixos signa amb el seu cognom, aviat empra el pseudònim Remigius. En aquesta revista hi publicà els seus particulars dibuixos de traç fi i elegant. Segons l'especialista Jaume Capdevila, els seus dibuixos eren "simbolistes, de traç lleugeríssim, deliciós i embotornat.". També publicà a la revista Foyer (1910), Picarol (1912) i a El Gall (1912), així com a La Rialla (1913) i Revista Nova (1914).
Abandonà el dibuix per centrar-se en els seus estudis de medicina.
Participà en exposicions l'any 1911 i 1912, així com en el Segon Saló d'Humoristes de l'any 1934. I un cop mort, se li dedicaren diverses exposicions, a la Sala Rovira (1976), al museé de la Poste de Paris (1992) i a Sassari, Cerdenya (1995).
Tisiòleg prestigiós, especialitzat també en la ràbia, publicà diverses obres i fou director del Laboratori Municipal de Barcelona (1952-59) i membre de l'Acadèmia de Medicina de Barcelona i numerari (1963) de la Societat Catalana de Biologia.
Tanmateix va dirigir la Revista Española de Medicina y Cirugía de l'editorial Marín (1919-1923) i publicà importants treballs de citología, histoqiímica, bacteriologia clínica, tisologia i ràbia.